# ハイコンテントスクリーニング
生物学的研究や創薬の分野で、ハイコンテントスクリーニング (英語: high-content screening; HCS) は、ハイコンテント分析 (英語: high-content analysis; HCA) またはセロミクスとしても知られ、低分子、ペプチド、RNAiなど、細胞の表現型を所望の方法で変化させる物質を同定する方法である。したがって、ハイコンテントスクリーニングは、細胞全体または細胞の構成要素の分析と複数のパラメータの同時読み出しを含む、細胞内で行われる表現型スクリーニングの一種である。HCSは、ハイスループットスクリーニング (HTS) に関連している。HTSは、1つ以上の生物アッセイ(生物試験)で数千種類の化合物の活性が並行して試験されるのに対し、HCSは、出力としてより複雑な細胞表現型(英語: cellular phenotypes)の試験が含まれる。表現型の変化には、タンパク質などの細胞生成物の産生の増加または減少、および/または細胞の形態 (視覚的外観) の変化が含まれる場合がある。したがって、HCAは通常、自動化された顕微鏡検査と画像解析が含まれる。ハイコンテント分析とは異なり、ハイコンテントスクリーニングはスループットのレベルを意味し、これが「スクリーニング」という用語がHCSとHCAを区別する理由である。HCAは、コンテンツは多いがスループットは低い傾向がある。 
ハイコンテントスクリーニングでは、はじめに細胞と物質を培養し、一定期間後に細胞の構造や分子成分を解析する。最も一般的な分析では、タンパク質を蛍光タグで標識し、最終的には自動画像解析を用いて細胞表現型の変化を測定する。吸収極大値と発光極大値が異なる蛍光タグを使用することで、複数の異なる細胞成分を並行して測定することが可能である。さらに、イメージングは細胞内レベルでの変化 (例えば、細胞質 vs 核 vs 他の細胞小器官) を検出することができる。したがって、細胞ごとに多数のデータポイントを収集できる。蛍光標識に加えて、標識を含まないさまざまな試験がハイコンテントスクリーニングで使用されている。 

## 一般的な原理
細胞ベースの実験系におけるハイコンテントスクリーニング (HCS) は、正常細胞と病変細胞の働きを解明するための生物学的研究のツールとして生細胞を使用する。HCSは新薬候補の発見と最適化にも使用される。ハイコンテントスクリーニングは、自動化された高解像度顕微鏡やロボット操作を備えた、すべての分子ツールを備えた現代の細胞生物学の組み合わせである。細胞はまず化学物質やRNAi試薬に曝される。その後、画像解析を用いて細胞形態の変化が検出される。細胞内で合成されたタンパク質の量の変化は、内因性タンパク質と融合した緑色蛍光タンパク質や免疫蛍光法などのさまざまな手法を用いて測定される。 
この技術は、潜在的な薬物が疾患を修飾するかどうかを判断するために使用できる。たとえば、ヒトのGタンパク質共役受容体 (GPCR) は、約880個の細胞表面タンパク質からなる大規模なファミリーで、環境の細胞外変化を細胞応答に変換し、例えば調節ホルモンが血流に放出されることで血圧の上昇を引き起こすものである。これらのGPCRの活性化には、細胞内への侵入が関与しており、これを可視化することができれば、化学遺伝学、系統的ゲノムワイドスクリーニング、または生理学的操作による受容体機能の系統的分析の基礎となる。 
ハイコンテントスクリーニング法の主な利点は、細胞レベルでは、シグナル伝達カスケードの活性や細胞骨格の完全性など、さまざまな細胞特性に関するデータを並行して取得できることであり、高速ではあるが詳細度の低いハイスループットスクリーニングと比べて優れている。HCSは低速で時間がかかるが、収集された豊富なデータにより、薬物の影響をより深く理解できる。 
自動化された画像ベースのスクリーニングは、細胞の表現型を変化させる小さな化合物の同定を可能にし、細胞機能を修飾するための新しい医薬品や新しい細胞生物学的ツールの発見が興味を引く。細胞表現型に基づいた分子の選択は、化合物によって影響を受ける生化学的標的の事前知識を必要としない。しかしながら、生物学的標的を特定することで、その後の前臨床最適化や、ヒット化合物の臨床開発を著しく容易にする。細胞生物学的ツールとしての表現型/視覚的スクリーニングの使用の増加を考えると、これらの分子が広く使用されるには、体系的な生化学的標的の同定を可能にする方法が必要である。標的の同定は、化学遺伝学/ハイコンテンツスクリーニングにおける律速段階として定義されている。 

## 計装
ハイコンテントスクリーニングの技術は、主に自動化されたデジタル顕微鏡とフローサイトメトリーに基づいており、データの分析と保存のためのITシステムを組み合わせたものである。「ハイコンテント」または視覚生物学(英語: visual biology)技術は 2つの目的があり、第1にイベントに関する空間的または時間的に分解された情報を取得することと、第2にイベントを自動的に定量化することである。空間的分解機器は通常、自動化された顕微鏡であり、時間的分解機器はほとんどの場合、何らかの形の蛍光測定を必要とする。つまり、多くのHCS機器が何らかの形の画像解析パッケージに接続された蛍光顕微鏡であることを意味する。これらは、細胞の蛍光画像を撮るすべてのステップを処理し、迅速で自動化された実験と偏りのない評価を提供する。   
今日市場に出回っているHCS機器は、機器の多様性と全体的なコストに大きな影響を与える一連の仕様に基づいて分けることができる。これらには、速度、温度とCO2制御を含むライブセルチャンバー (長期間のライブセルイメージング用に湿度制御もある) 、高速キネティックアッセイ用の内蔵ピペッターまたはインジェクター、および共焦点、明視野、位相差やFRETなどの追加のイメージングモードが含まれる。最も核心を突いた違いの一つは、機器が光学的共焦点であるかどうかである。共焦点顕微鏡法は、試料を介して薄いスライスをイメージング/解像し、このスライスの外側から来る焦点外の光を排除するものとして要約される。共焦点イメージングは、より一般的に適用される落射型蛍光顕微鏡よりも高いS/N画像信号と高い解像度を可能にする。機器の共焦点性に応じて、レーザー走査、ピンホールやスリットを備えたシングルスピニングディスク、デュアルスピニングディスク、または仮想スリットを介して達成される。これらのさまざまな共焦点技術の間には、感度、解像度、速度、光毒性、光脱色、機器の複雑さ、価格などのトレードオフがある。 
すべての機器に共通しているのは、画像を自動的に撮影、保存、解釈し、大規模なロボットセル/培地処理プラットフォームに統合する能力である。 

## ソフトウェア
多くのスクリーニングは、装置に付属する画像解析ソフトウェアを使用して分析され、ターンキーソリューションを提供する。サードパーティ製のソフトウェアは、特に難しいスクリーニングや、研究室や施設に複数の機器があり、単一の分析プラットフォームに標準化したい場合によく使用される。機器ソフトウェアの中には、サードパーティ製ソフトウェアを使用せずに画像やデータの一括インポートやエクスポートが可能なものもあり、単一の分析プラットフォームで標準化したいユーザには、このような機能が必要となる。 

## アプリケーション
この技術により、(非常に) 多くの実験を行うことができ、探索的スクリーニングが可能になる。細胞ベースのシステムは主に化学遺伝学の分野で使用されており、大規模で多様な低分子のコレクションが細胞モデルシステムへ及ぼす影響について系統的にテストされる。数万もの分子のスクリーニングを用いて、新しい薬物を発見することができ、これらは将来の創薬に有望である。創薬だけでなく、化学遺伝学は、細胞内の21,000の遺伝子産物のほとんどに作用する低分子を同定することで、ゲノムを機能化することを目指している。ハイコンテント技術はこの取り組みの一部であり、タンパク質を化学的にノックアウトすることで、タンパク質がいつどこでどのように作用するかを学習するための有用なツールを提供することができる。これは、タンパク質が発生、成長、またそれ以外の場合は致死に必要なため、ノックアウトマウス (1つまたはいくつかの遺伝子が欠落している) を作成できない遺伝子にもっとも役立つ。化学的ノックアウトは、これらの遺伝子がどのように、どこで機能するかを明らかにすることができる。さらに、この技術はRNAiと組み合わせて使用され、例えば細胞分裂など特定のメカニズムに関与する遺伝子のセットを同定する。ここでは、標的生物のゲノム内の予測された遺伝子の全セットをカバーするRNAiのライブラリを使用して、関連するサブセットを特定し、明確な役割が事前に確立されていない遺伝子のアノテーションを容易にすることができる。自動化された細胞生物学によって作成された大規模なデータセットには、空間的に分解された定量的なデータが含まれており、細胞や生物の機能のシステムレベルでのモデル構築やシミュレーションに利用することができる。細胞機能に関するシステム生物学的モデルは、細胞が外部からの変化や成長、病気などに対して、なぜ、どこで、どのように反応するのかを予測することを可能にする。 

## 歴史
ハイコンテントスクリーニング技術は、手がつけられていない生物学的系における複数の生化学的および形態学的パラメータの評価を可能にする。 
細胞ベースのアプローチの場合、自動化された細胞生物学の有用性は、自動化と客観的な測定がどのように実験と疾患の理解を向上するかを検討する必要がある。第一に、自動化によって、細胞生物学研究のほとんど (すべてではないが) の面で研究者の影響を排除し、第二に、全く新しいアプローチを可能にする。 
概説すると、20世紀の古典的な細胞生物学では、培養で増殖させた細胞株を用いて、ここで説明した方法と非常によく似た方法で実験を行っていたが、何をどのように測定するかについては研究者が選択していた。1990年代初頭には、研究用のCCDカメラ (電荷結合素子カメラ) の開発により、細胞内のタンパク質の量 (例えば、核中にあるタンパク質の量、外にある量) を、写真の特徴から測定する機会が生まれた。その後すぐに、新しい蛍光分子を使った高度な測定が行われるようになり、セカンドメッセンジャーの濃度や細胞内部のpHなどの細胞特性を測定するために使用されるようになった。クラゲの天然蛍光タンパク質である緑色蛍光タンパク質が広く使われるようになったことで、細胞生物学の主流技術としての細胞イメージングの傾向が加速された。このような進歩にもかかわらず、どの細胞を画像化し、どのデータを提示し、どのように解析するかは研究者によって選択されていた。   
例えて言えば、サッカー場とその上に敷き詰められた夕食用の皿を想像した場合、研究者はそれらすべてを見るのではなく、スコアラインの近くにある一握りを選択し、残りの部分は残さなければならない。この例えでは、フィールドは組織培養皿であり、プレートはその上で成長している細胞である。これはプロセス全体の合理的で実用的なアプローチの自動化であったが、分析により生細胞の全集団の分析が可能となり、サッカー上全体を測定できる。 

## 推薦文献
- Abraham VC, Taylor DL, Haskins JR (January 2004). “High content screening applied to large-scale cell biology”. Trends Biotechnol. 22 (1):  15–22. doi:10.1016/j.tibtech.2003.10.012. PMID 14690618.
- Bleicher KH, Böhm HJ, Müller K, Alanine AI (May 2003). “Hit and lead generation: beyond high-throughput screening”. Nat Rev Drug Discov 2 (5):  369–78. doi:10.1038/nrd1086. PMID 12750740.
- Burdine L, Kodadek T (May 2004). “Target identification in chemical genetics: the (often) missing link”. Chem. Biol. 11 (5):  593–7. doi:10.1016/j.chembiol.2004.05.001. PMID 15157870.
- Carpenter AE, Sabatini DM (January 2004). “Systematic genome-wide screens of gene function”. Nat. Rev. Genet. 5 (1):  11–22. doi:10.1038/nrg1248. PMID 14708012.
- Edwards BS, Oprea T, Prossnitz ER, Sklar LA (August 2004). “Flow cytometry for high-throughput, high-content screening”. Curr Opin Chem Biol 8 (4):  392–8. doi:10.1016/j.cbpa.2004.06.007. PMID 15288249.
- Xu GW, Mawji IA, Macrae CJ, Koch CA, Datti A, Wrana JL, Dennis JW, Schimmer AD (March 2008). “A high-content chemical screen identifies ellipticine as a modulator of p53 nuclear localization”. Apoptosis 13 (3):  413–22. doi:10.1007/s10495-007-0175-4. PMID 18181020.
- Giuliano KA, Haskins JR, Taylor DL (August 2003). “Advances in high content screening for drug discovery”. Assay Drug Dev Technol 1 (4):  565–77. doi:10.1089/154065803322302826. PMID 15090253.
- Liszewski, Kathy (2014). “High Content Analysis:  The ‘Just Right’ Solution”. Gen. Eng. Biotechnol. News 34 (3).
- Milligan G (July 2003). “High-content assays for ligand regulation of G-protein-coupled receptors”. Drug Discov. Today 8 (13):  579–85. doi:10.1016/S1359-6446(03)02738-7. PMID 12850333.
- Battich N, Stoeger T, Pelkmans L (October 2013). “Image-based transcriptomics in thousands of single human cells at single-molecule resolution”. Nature Methods 10 (11):  1127–1133. doi:10.1038/nmeth.2657. PMID 24097269.